# Rumanja vas
Rumanja vas – wieś w Słowenii, w gminie Straža. W 2018 roku liczyła 261 mieszkańców.